# Sociedad Lunar

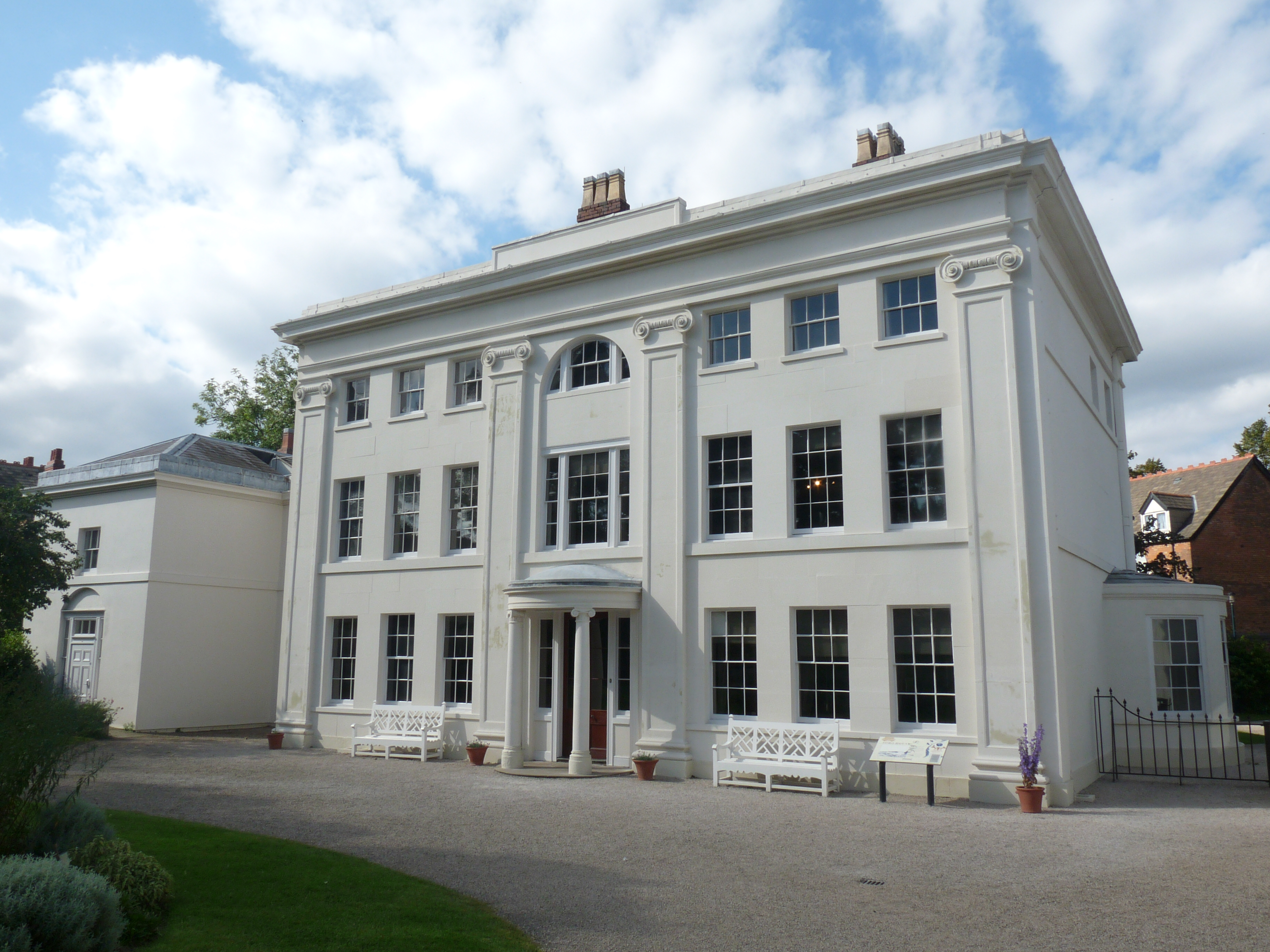
La Soho House, en Handsworth, lugar donde se realizaban las reuniones regulares de la Sociedad Lunar.

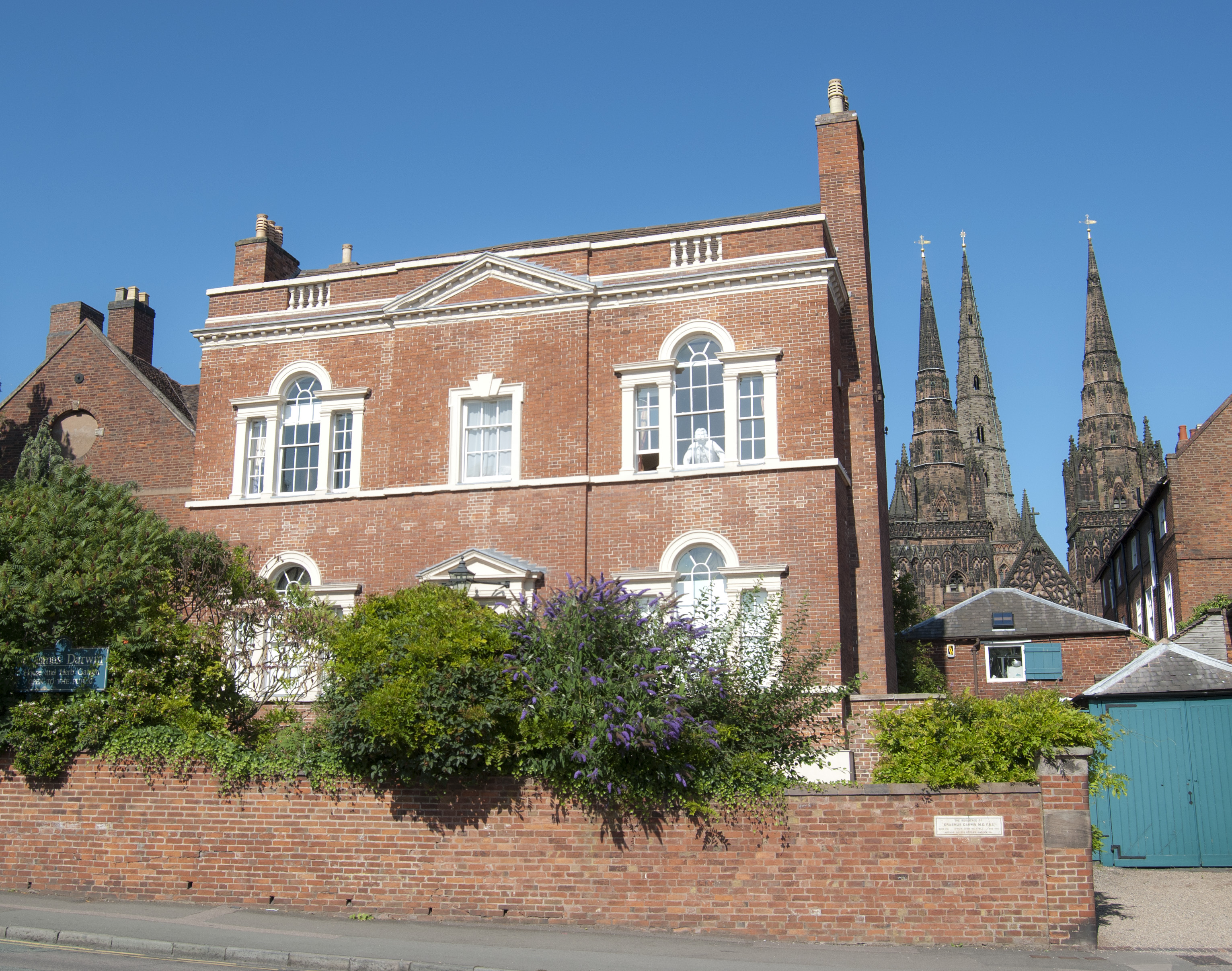
Casa de Erasmus Darwin en Lichfield.

La Sociedad Lunar (del inglés: Lunar Society of Birmingham) fue un club de caballeros de Inglaterra del siglo XVIII, cuyo interés principal giraba en torno a la ciencia y que derivó hacia una temprana sociedad científica. Su actividad se desarrolló entre 1765 y 1813 en la ciudad de Birmingham (condado de West Midlands), donde se reunían regularmente intelectuales, filósofos de la naturaleza e industriales que formaron parte de lo que luego sería conocido como Midlands Enlightenment (Ilustración de los Midlands).
Al principio llamados informalmente Lunar Circle («Círculo Lunar»), en 1775 cambiaron su nombre oficial por Lunar Society («Sociedad Lunar»). El nombre surgió a partir de que la sociedad se reunía en los días de luna llena, cuando por la falta de alumbrado público, aprovechaban esa luz nocturna extra para hacer el viaje de regreso a casa más fácil y seguro. El lugar de reunión habitual era la Soho House, propiedad de Matthew Boulton, y también la casa de Erasmus Darwin en Lichfield, y la casa de Bowbridge en Derbyshire; a veces, se reunían en el Great Barr Salón.
Los miembros se referían a sí mismos como «lunarticks» (un juego de palabras en inglés entre Lune y loonies, 'locos, lunáticos, chiflados').

## Participantes habituales
Los miembros de Birmingham estaban en contacto casi a diario, y otros miembros más distantes sostenían correspondencia, al menos semanalmente. Las reuniones regulares de la sociedad siempre tuvieron importancia ciudadana y social —con actividades públicas y actos de divulgación—, aunque en el ámbito científico fueron relativamente poco importantes.
Han sido identificados como asistentes regulares y sostenedores de las reuniones de la Sociedad Lunar durante un largo período —que coincide con sus épocas personales más productivas—, Matthew Boulton, Erasmus Darwin, Thomas Day, Richard Lovell Edgeworth, Samuel Galton, Jr, James Keir, Joseph Priestley, William Small, Jonathan Stokes, James Watt, Josiah Wedgwood, John Whitehurst y William Withering.

## Asistentes esporádicos
También formaron parte de esta sociedad un grupo más amplio, definido de manera más flexible, que ha sido ubicado en un área geográfica más amplia y en un período de tiempo más largo. Algunos de los que asistieron a las reuniones de manera esporádica y cooperaron regularmente con los miembros en las actividades del grupo fueron: Alexander Blair, Barthélemy Faujas de Saint-Fond, Benjamin Franklin, Cyril V. Jackson, Daniel Solander, George Fordyce, Grossart de Virly, Henry Moyes, James Brindley, James Hutton, Jean-André Deluc, Johann Gottling, John Ash, John Baskerville, John Michell, John Roebuck, John Smeaton, John Warltire, John Wilkinson, John Wyatt, Joseph Banks, Joseph Black, Joseph Wright, Louis Joseph d'Albert d'Ailly, Pieter Camper, R. E. Raspe, Ralph Griffiths, Richard Kirwan, Robert Bage, Samuel More, Samuel Parr, Thomas Beddoes, Thomas Percival, William Emes, William Herschel y William Thompson.
Antoine Lavoisier a menudo mantuvo correspondencia con varios miembros del grupo.

## Fin de la Sociedad
A medida que los miembros envejecían e iban muriendo, la sociedad abandonó sus actividades y fue cerrada en 1813. La mayor parte de los antiguos miembros había muerto alrededor de 1820.

## Recuerdos actuales de la Sociedad

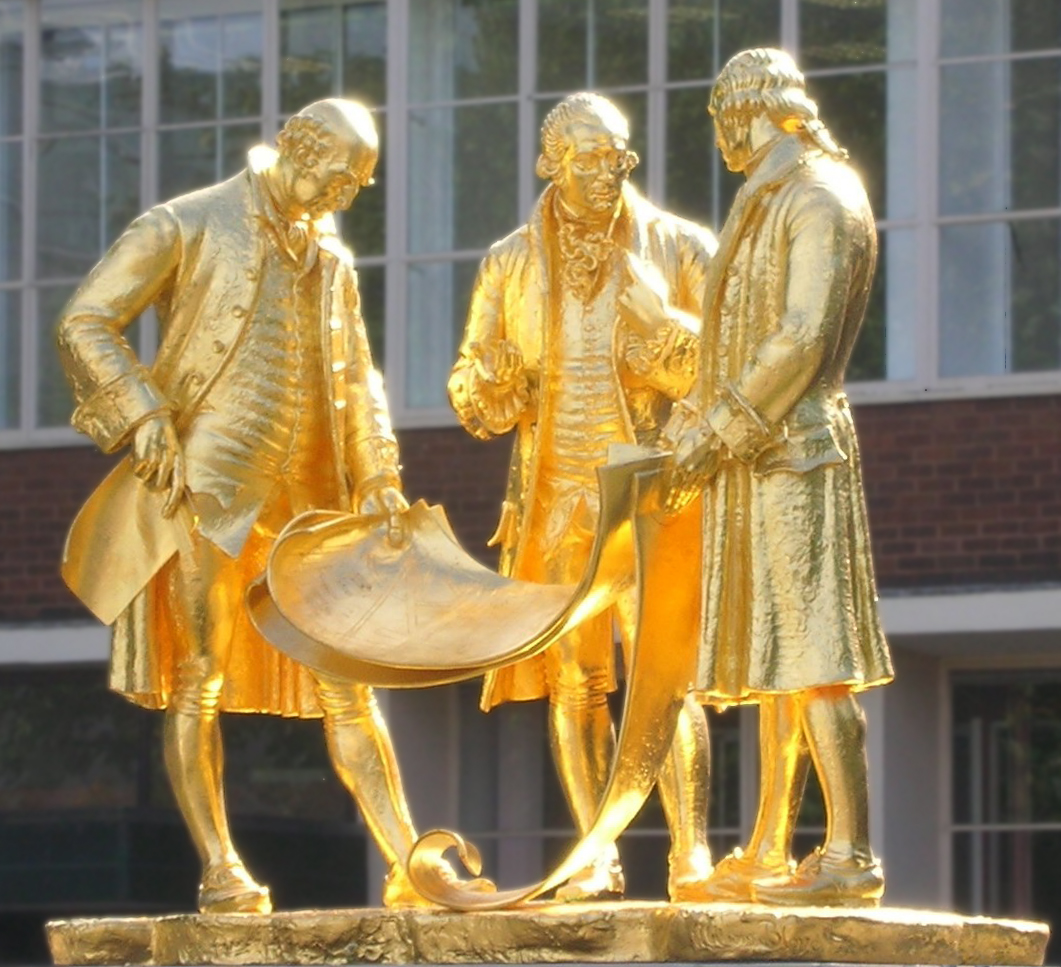
Estatuas cubiertas de pan de oro que representan a Matthew Boulton, James Watt y William Murdoch, realizada por William Bloye en Birmingham.

En pleno centro de Birmingham, en Broad Street, delante de la Casa de los Deportes, se encuentra una resplandeciente escultura dorada que los lugareños llaman cariñosamente «los chicos de oro» o también «piedras lunares». La estatua fue levantada por suscripción popular, ejecutada por William Bloye, concebida en 1938 e instalada en 1956. El conjunto escultórico representa a tres figuras fundamentales de la revolución industrial, a sus personajes más emblemáticos, los que dieron forma a la máquina de vapor: Matthew Boulton, James Watt y William Murdoch.
Las tres figuras observan un plano con el desarrollo de la máquina. La figura de la izquierda (imagen) lleva una regla de cálculo en la mano que quiere simbolizar los nuevos tiempos matemáticos. Precisamente se atribuye a Watt el primer encargo de fabricación normalizada de la regla de cálculo.
El escultor ha usado un diseño de 1938 para una recreación imaginaría de una escena de 1800. Tampoco se aprecia la notable diferencia de edad entre ellos. Murdoch tenía formación técnica y era más joven: a él se deben los perfeccionamientos que lanzarán definitivamente el vapor como expresión de una época.

## Sociedad Lunar moderna
En tiempos más recientes, una nueva Sociedad Lunar fue formada en Birmingham. Un grupo liderado por Rachel Waterhouse (Dama Comandante de la Excelentísima Orden del Imperio Británico) volvió a dar vida a esta organización alrededor del año 1990, con el propósito de desempeñar un papel de liderazgo en el desarrollo de la ciudad y de la región.